# احسان جوانمرد
احسان جوانمرد (زاده ۱۳۵۹ در الشتر) فیلمنامه‌نویس اهل ایران است. وی دانشجوی دکترای جامعه‌شناسی و فارغ‌التحصیل کارشناسی و کارشناسی ارشد این رشته از دانشکده علوم اجتماعی دانشگاه تهران است.

## فیلم‌شناسی

### نمایش خانگی
| سال  | سریال | کارگردان |
| ---- | ----- | -------- |
| ۱۴۰۰ | جیران | حسن فتحی |

### مجموعه تلویزیونی
| سریال             | کارگردان          |
| ----------------- | ----------------- |
| یکی بود یکی نبود  | ابوالفضل احمدیان  |
| دو روی سکه        | مسعود عسکری       |
| سریال هفت‌سنگ      | علیرضا بذرافشان   |
| سریال گمشدگان     | رضا کریمی         |
| سریال بانوی عمارت | عزیزالله حمیدنژاد |

تعطیلات رویایی علیرضا امینی 

### تله‌فیلم
| تله فیلم   | کارگردان     |
| ---------- | ------------ |
| غبار زمان  | خسرو معصومی  |
| آبی آسمانی | بهمن زرین‌پور |
| نفر هفتم   | داریوش ربیعی |

## جوایز و نامزدها
- برنده تندیس حافظ بهترین فیلمنامه در نوزدهمین جشن دنیای تصویر برای مجموعه تلویزیونی بانوی عمارت (۱۳۹۸).[۹]